# Uranophora lena
Uranophora lena är en fjärilsart som beskrevs av William Schaus 1892. Uranophora lena ingår i släktet Uranophora och familjen björnspinnare. Inga underarter finns listade i Catalogue of Life.